# Vakantie

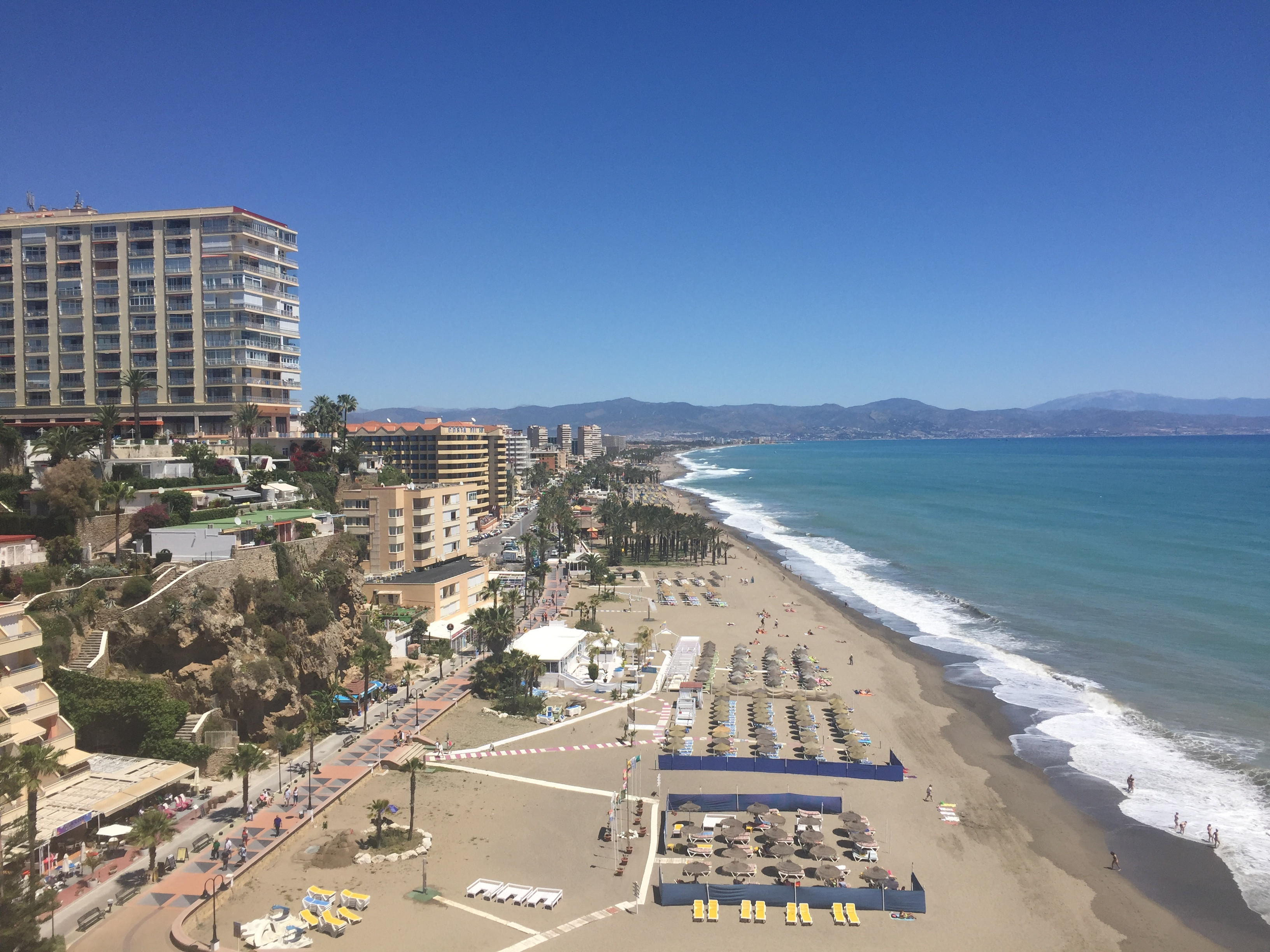
Torremolinos is al sinds de jaren 50 een belangrijke vakantiebestemming in Spanje

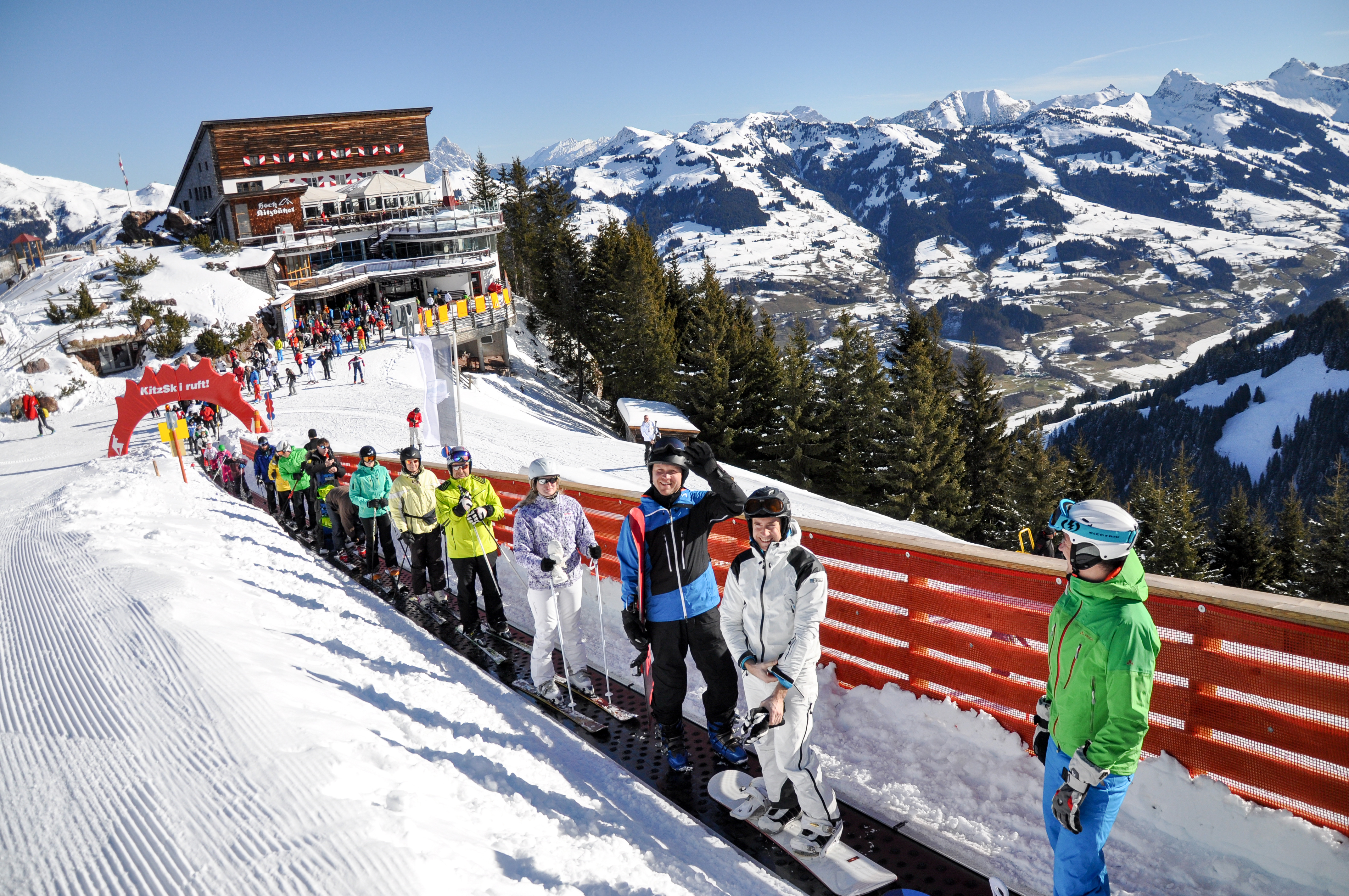
Skiërs op een kleine skilift tijdens de wintersport

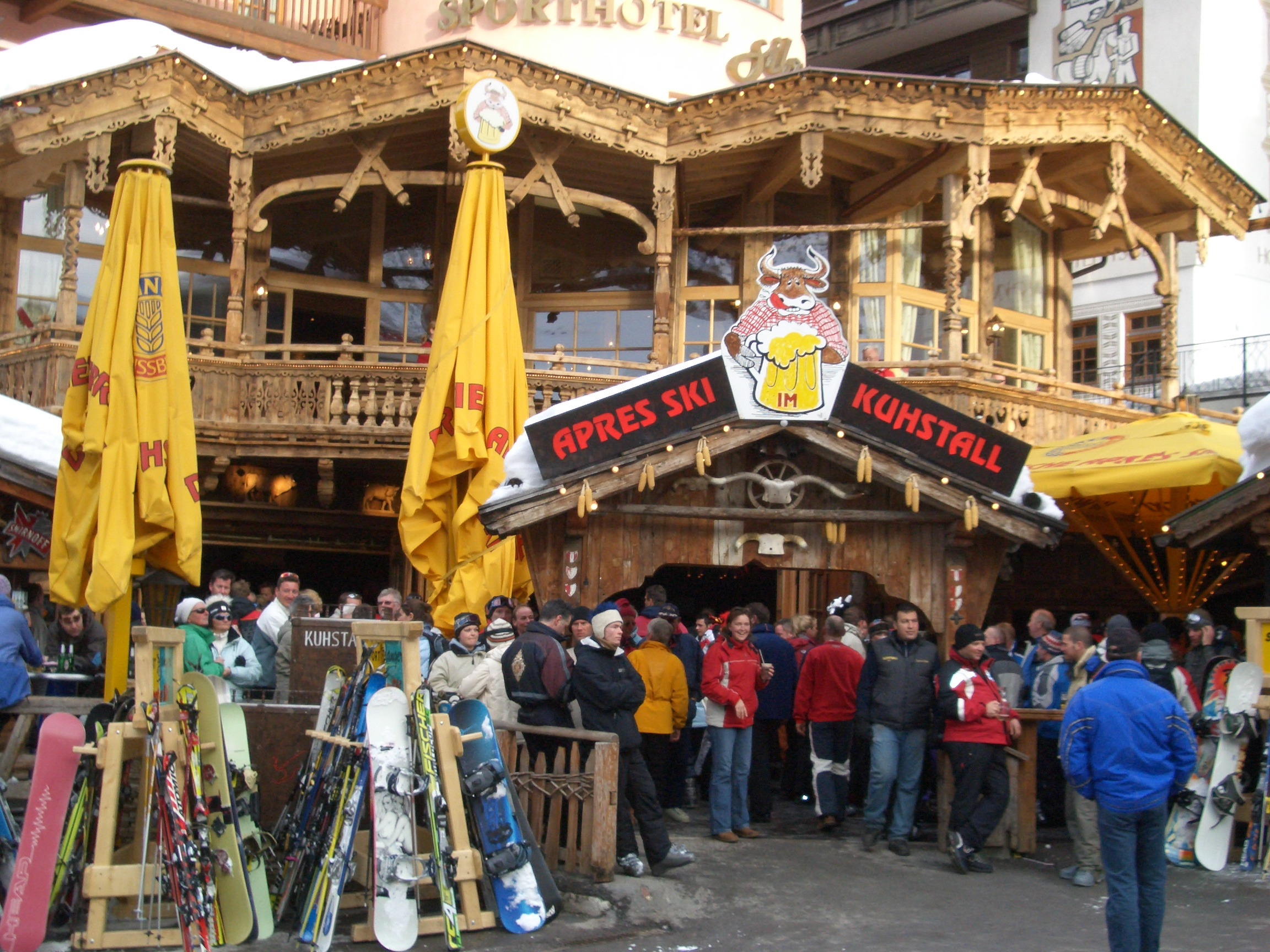
Beeld van wintersportvakanties: de Après-ski

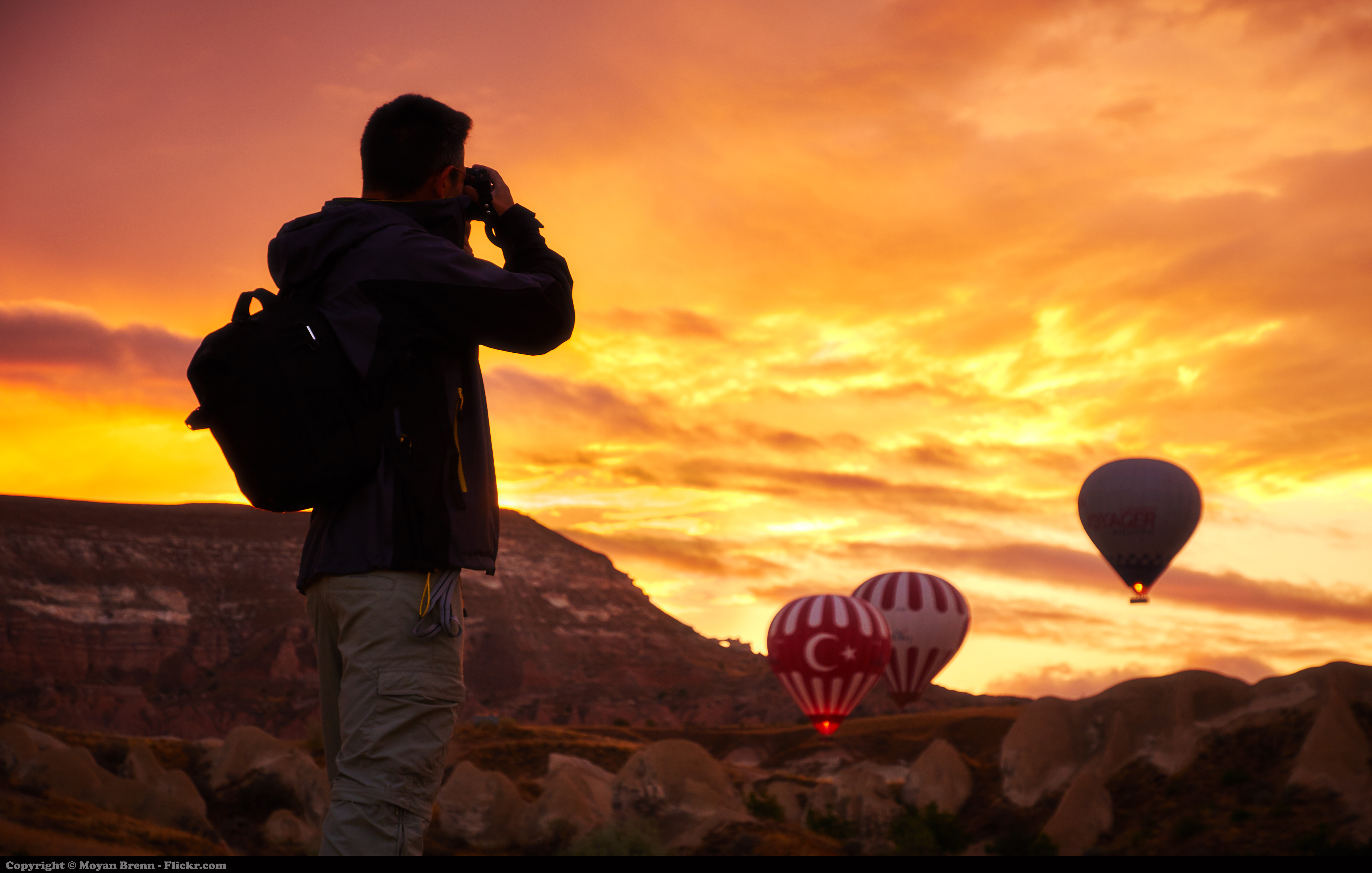
Uitzicht in Nationaal park Goreme, Cappadocië (Turkije)

Vakantie is een meerdaagse periode waarin iemand zijn gewoonlijke dagelijkse activiteiten staakt en tijdelijk niet naar school, studie, of werk gaat. Het woord vakantie is afgeleid van het Latijnse vacare, dat staat voor leeg of vrij zijn. Vakantie staat dan voor het vrij zijn van verplichtingen. Omstreeks 1850 kreeg het begrip de huidige betekenis. In de loop van de tijd zijn er voor veel werknemers, scholieren, studenten en sommige groepen zelfstandigen regels gekomen over de periode en omvang van de vakantie. Sinds ongeveer 1960 maakt het fenomeen vakantie een stormachtige groei door. Gaandeweg is vakantie gekoppeld aan het maken van een reis of bezoeken van een bepaalde bestemming: men gaat op vakantie.

## Ontwikkeling
Het woord vakantie bestaat al eeuwen binnen het christendom, op belangrijke kerkelijke feestdagen stelt de Kerk vrije dagen in zoals Pasen, Kerstmis of heiligenfeesten. Vakantie als maatschappelijk verschijnsel en vrije tijd van enige omvang dateert van ongeveer het midden van de negentiende eeuw. 
Vakantiereizen hebben onder de elite een lange traditie en kwamen al bij de Romeinen voor. Ook later vanaf ongeveer de zestiende eeuw reisden leden van de Europese adel en later ook de gegoede burgerij. Een van de vormen van vakantie was de "Grand Tour" voor adellijke kinderen: deze werden op reis gestuurd door hun ouders, opdat ze cultureel en persoonlijk gevormd zouden worden.
Lange tijd werd gedacht dat de (zomer)vakantie werd ingevoerd om kinderen de kans te geven mee te helpen bij de oogst. Historisch onderzoek laat echter zien dat dit onwaarschijnlijk is, omdat extra personeel juist later of eerder gewenst was. Er worden drie andere oorzaken genoemd voor de opkomst van de vakantie. Allereerst pleitten onderwijshervormers voor vakantie om zowel kinderen als leerkrachten rust te gunnen. Daarbij kwam dat de schoollokalen in de zomer erg heet waren, zo heet dat kinderen niet kwamen opdagen. Dit speelde met name in de VS, waar scholen om die reden overgingen tot de invoering van een zomervakantie. Ook de opkomst van het socialisme en de vakbonden speelde een rol. Deze beweging pleitte voor kortere werktijden. Hierin paste de invoering van de achturige werkdag (VS 1842; Nederland 1919; België 1921), maar ook die van vrije dagen. In Nederland verschenen de eerste krantenberichten met de term zomervakantie in de jaren 1830.

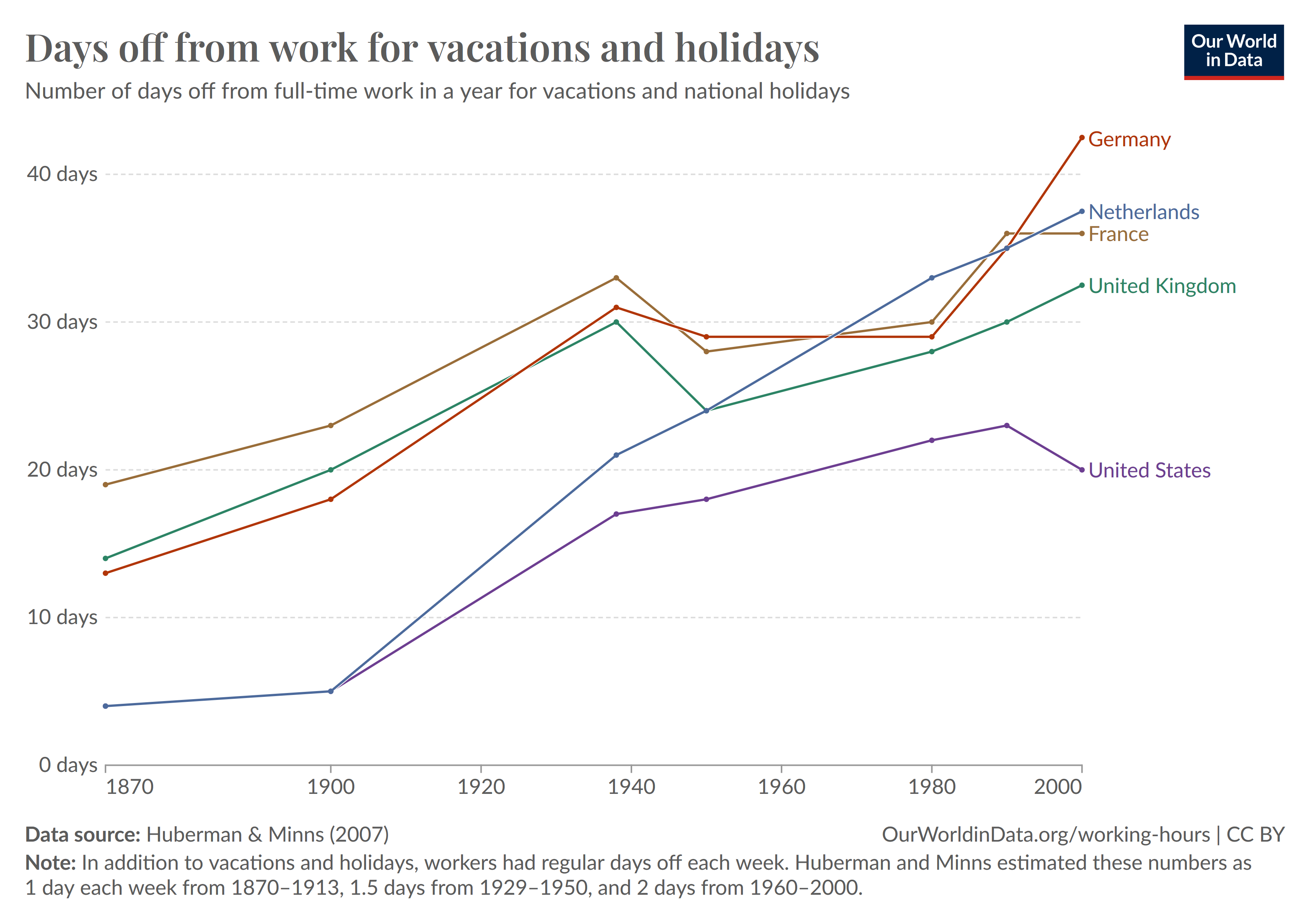
Gemiddeld aantal vakantie- en feestdagen gedurende 1870-2000 in verschillende landen

Het belang van vakanties is vanaf het begin van de twintigste eeuw enorm toegenomen, zeker in de Westerse wereld sinds circa 1970.
Omstreeks dat jaar was in de rijke landen voor veel mensen voldaan aan de voorwaarden om op vakantie te gaan: de beschikbaarheid van transportmiddelen (auto, trein, vliegtuig), voldoende financiële middelen, voldoende vrije tijd en — voor zover het buitenlandse vakanties betreft — niet al te ingewikkelde grensformaliteiten. Omstreeks 1970 ging minder dan de helft van de Nederlanders op vakantie en minder dan 25% van de Nederlanders buiten Nederland. In de eenentwintigste eeuw is het percentage Nederlanders dat op vakantie gaat gestegen tot meer dan 80 (Europa 64). Daarbij is de reisafstand fors toegenomen, van gemiddeld 1100 kilometer in 1969 tot 2700 kilometer per vakantie in 2005. Verwacht wordt dat het massatoerisme en de vakantie-industrie verder zullen groeien, ook in landen als China en India.
In 2015 gaan de Nederlanders gemiddeld iets meer dan twee weken op vakantie. De kosten hiervan zijn ongeveer 2600 euro per huishouden. Mensen met een laag inkomen gaan minder lang weg en geven daardoor ook minder geld aan hun vakantie uit.

## Regelingen
In veel landen bestaan regelingen waarin de vakantieperiodes zijn vastgelegd of is aangegeven op hoeveel vakantiedagen werknemers recht hebben. Daarnaast bestaan er voor grote groepen werknemers regels of afspraken over speciale vakantietoeslagen. In veel landen zijn scholen of universiteiten vaak lange tijd gesloten, soms enkele maanden. Ook liggen sommige bedrijfstakken enige tijd stil.

### Vakantieverlof in Nederland
In Nederland is wettelijk vastgesteld dat werknemers bij een voltijds dienstverband 20 vakantiedagen krijgen. Gedurende deze vakantiedagen wordt het salaris doorbetaald. Daarboven krijgen werknemers, afhankelijk van de collectieve arbeidsovereenkomst of arbeidsovereenkomst, bovenwettelijke dagen. Nederlanders hebben gemiddeld 25 vakantiedagen bij een fulltime baan. Leraren hebben veel meer vakantiedagen. De wettelijke vakantiedagen vervallen in principe een half jaar na het einde van het jaar waarin de dagen zijn opgebouwd. Er kan schriftelijk verlenging van de geldigheid aangevraagd worden. Een bedrijfstak die in de zomer in Nederland enkele weken stilligt, is de bouw. Dit wordt aangeduid met de bouwvakvakantie, ook wel bouwvak genoemd in de volksmond.

### Schoolvakanties in België en Nederland
Op de scholen past men de volgende vakantieperiodes toe. Per regio en soms per school kunnen de data verschillen:
- herfstvakantie
- kerstvakantie
- voorjaars-, krokus- of carnavalsvakantie
- paasvakantie (alleen nog in België)
- meivakantie (typisch voor Nederland)
- zomer- of grote vakantie.

In Nederland werden in 1901 de vakanties voor scholen vastgelegd in de leerplichtwet.

## Effecten van vakantie op gezondheid en welbevinden
Volgens Nijmeegse onderzoekers neemt het niveau van gezondheid en welbevinden toe tijdens een vakantie. Het grootste effect wordt aangetroffen op de 8e dag van de vakantie. Als de persoon weer gaat werken, is de situatie in de eerste werkweek alweer op het oude niveau. Burn-outklachten blijken echter ca. drie weken na de vakantie verminderd te zijn. Hoewel het effect maar kort duurt, heeft vakantie wel nut. Mensen die gedurende lange tijd geen vakantie nemen zijn vaker ziek en overlijden vaker vroegtijdig. Een vakantie kan ook de stemming verbeteren, waarmee de vakantieganger beter bestand wordt tegen stress. Een vrij weekend blijkt hiervoor te kort te duren, het effect daarvan is na een dag werken alweer verdwenen.
De positieve effecten zijn deels als een effect van vrij zijn werk of school. Daarnaast zijn mensen op vakantie vaker en langer in de buitenlucht, wat gunstige effecten heeft op de gezondheid. Ook het gevoel de eigen beslissingen te kunnen nemen, zonder baas of werkdruk draagt bij aan de vermindering van stress. Tijdens vakantie met vrienden, familie of partner wordt meer tijd aan deze mensen besteed dan gedurende de rest van het jaar. Deze interacties tussen mensen dragen bij aan een geluksgevoel. Daarnaast kan vakantie het zelfbeeld verbeteren, geeft de vakantie de tijd om te experimenteren en kan de zelfkennis verbeteren.
Bij sommige mensen leidt de gedachte aan of de voorbereiding van vakantie al tot spanning, wat wel als vakantiestress wordt aangeduid. Ook tijdens de vakantie zelf kan dit zich voordoen, met als gevolg vermoeidheid, irritatie of andere lichamelijke en psychische problemen. Vakantie kan dan ook meer spanningen met de partner veroorzaken door echtelijke ruzies. De vakantie zelf kan ook met stress gepaard gaan, omdat er tijdens een reis mogelijk van alles mis kan gaan. Of de vakantiestress om een specifieke vorm van stress gaat, is niet duidelijk. Deels zou het om heimwee gaan, deels om reeds sluimerende lichte psychiatrische klachten. Jaarlijks krijgen vakantie-alarmcentrales honderden meldingen van vakantiegangers die last hebben van aandoeningen als slapeloosheid, angststoornissen, lusteloosheid en waandenkbeelden. Psychologen vermoeden dat vakanties een aanslag doen op lichaam en geest van vakantiegangers, doordat ze zich blootstellen aan ongewone omstandigheden zoals tropische temperaturen, grote hoogtes, onbekend voedsel en een ander slaap-waakritme. Vakantie is bovendien vaak een moment waarop niet verwerkte ervaringen zich kunnen manifesteren. Ook zijn niet zelden de verwachtingen hooggespannen en is de voorbereiding slecht. Het lichaam probeert zich aan te nieuwe omstandigheden aan te passen, maar dit kan gepaard gaan met spanningen. Vooral de angst voor het onbekende en daarmee het gebrek aan controle zou deze mensen parten spelen, en in het verlengde hiervan, het ontbreken van de vertrouwde structuur, ritmes en routines. Menige vakantieganger denkt dat hij of zij zich, net als thuis tijdens het werk, nuttig moet maken, en rust daardoor niet uit. Ook het reisgezelschap kan op de zenuwen werken, omdat de omgangsvormen anders en intenser zijn dan in normale omstandigheden. Groepen die relatief vaak last hebben van vakantiestress zijn alleengaande reizigers, jongeren die verwachtingsvol voor het eerst zelf op vakantie gaan en ouderen met een zwakke gezondheid, die na lange tijd weer neerstrijken in een land waar zij ooit waren of woonden.
Naast deze psychische klachten komen ook lichamelijke klachten voor. Sommige mensen worden ziek aan het begin van hun vakantie. Uit onderzoek rond 1990 bleek dat dit te maken heeft met een lager niveau van adrenaline door de ontspanning. Als gevolg daarvan neemt de weerstand af.

## Organisatie en bestemming
Hoewel sommigen tijdens hun vakantie thuisblijven, kiezen de meeste mensen in België en Nederland ervoor gedurende hun vakantie enige tijd van huis gaan. De variatie in vakantiereizen is enorm en loopt uiteen van een avontuurlijke geheel onvoorbereide reis alleen tot een volledig georganiseerde reis voor groepen. In Nederland kozen in 2016 verreweg (ruim 80%) de meeste vakantiegangers ervoor om van tevoren hun vakantie te boeken, ofwel het verblijf, ofwel de reis, of beide. Ongeveer 6% gaat op de bonnefooi en vertrekt zonder iets te boeken.
De bestemmingen en vervoermiddelen lopen eveneens zeer uiteen. Voor de corona-crisis ging ongeveer 3/4 van de Belgen en Nederlanders naar het buitenland voor hun vakantie, maar in andere landen ligt dit percentage veel lager. Daarbij varieerde het type vakantie van strandvermaak in Zandvoort tot een natuurexcursie in Antarctica, van wandelen in de Ardennen tot een luxe cruise in Zuid-Oost Azie. De belangrijkste buitenlandse vakantiebestemmingen voor Belgen en Nederlanders zijn Frankrijk, Spanje, Italië en Duitsland, maar ook andere landen zoals Thailand en Turkije trekken veel toeristen.

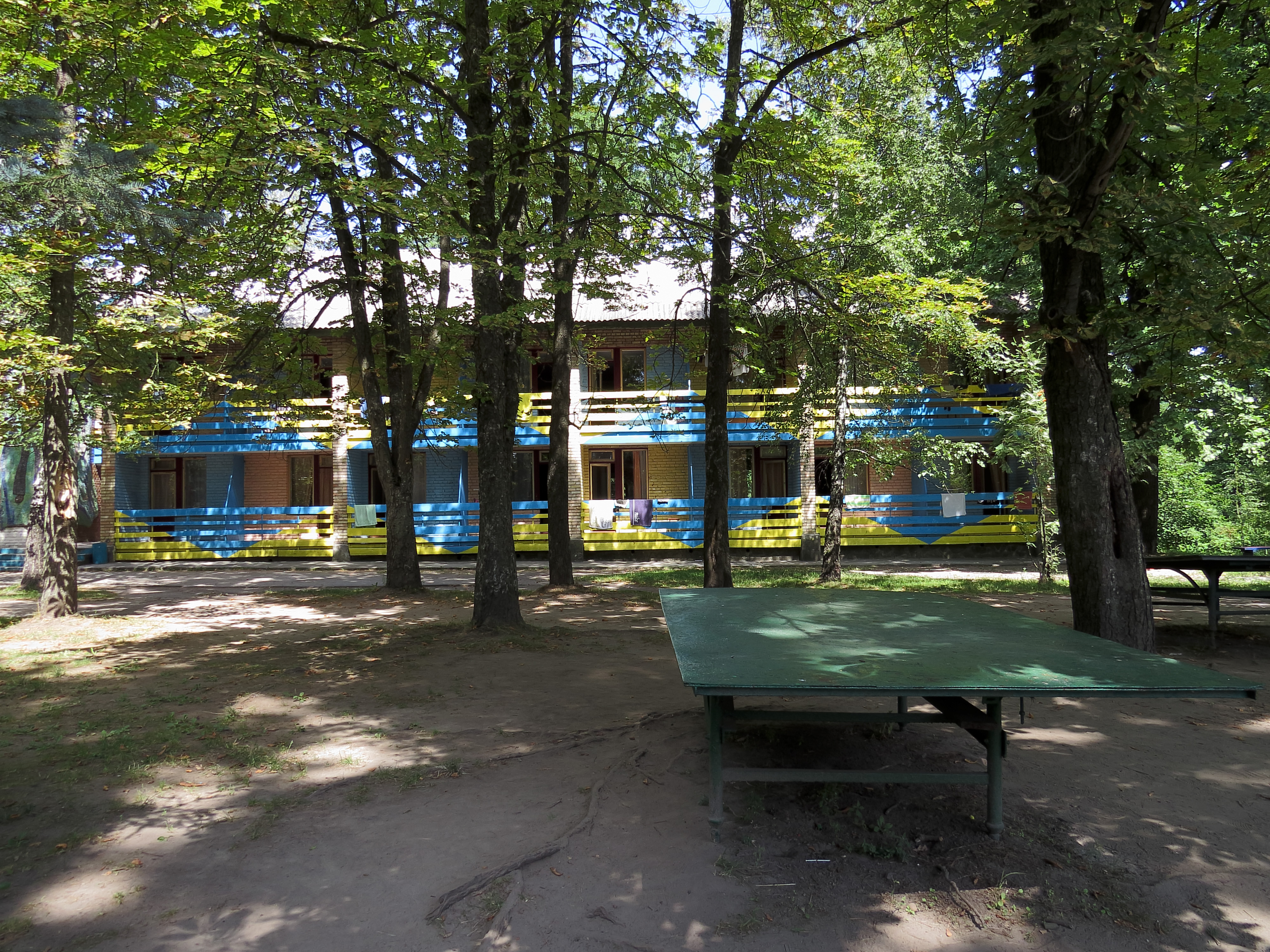
Zomerkamp in Bucha Oblast Kiev(Oekraïne)

Reizen worden georganiseerd door commerciële bedrijven, reisbureaus of reisorganisaties maar ook door verenigingen of ideële organisaties.

### Doelgroepen
Commerciële organisaties bieden zowel vakanties voor het algemene publiek als voor specifieke doelgroepen. Het gaat bij het laatste dan bijvoorbeeld om jongeren, alleenstaanden (singles), ouderen, vrouwen of mensen met een homoseksuele geaardheid. Maar het kan ook gaan om mensen met dezelfde religieuze achtergrond. Ook verenigingen, scholen, instellingen en ideële organisaties bieden vakanties aan, vaak voor speciale groepen. Soms hebben deze reizen aanvullende doelen zoals het bevorderen van sociale cohesie en/of het verwezenlijken van bepaalde idealen. Doelgroepen zijn bijvoorbeeld jongeren van een sportvereniging of mensen met een fysieke of verstandelijke handicap, zoals bij de reizen van De Zonnebloem.

## Verblijf

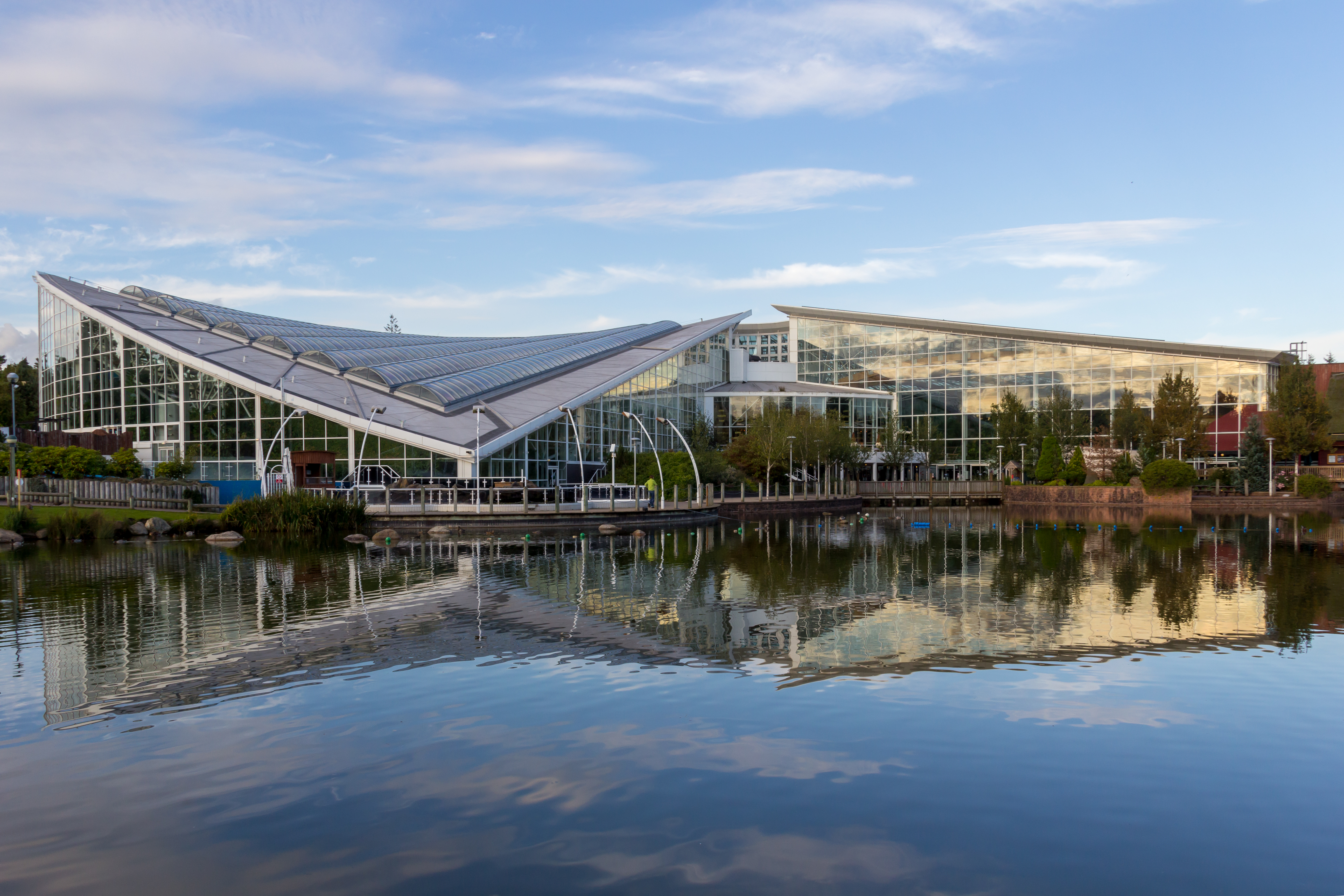
Whinfell Forest is een bungalowpark nabij Lake District

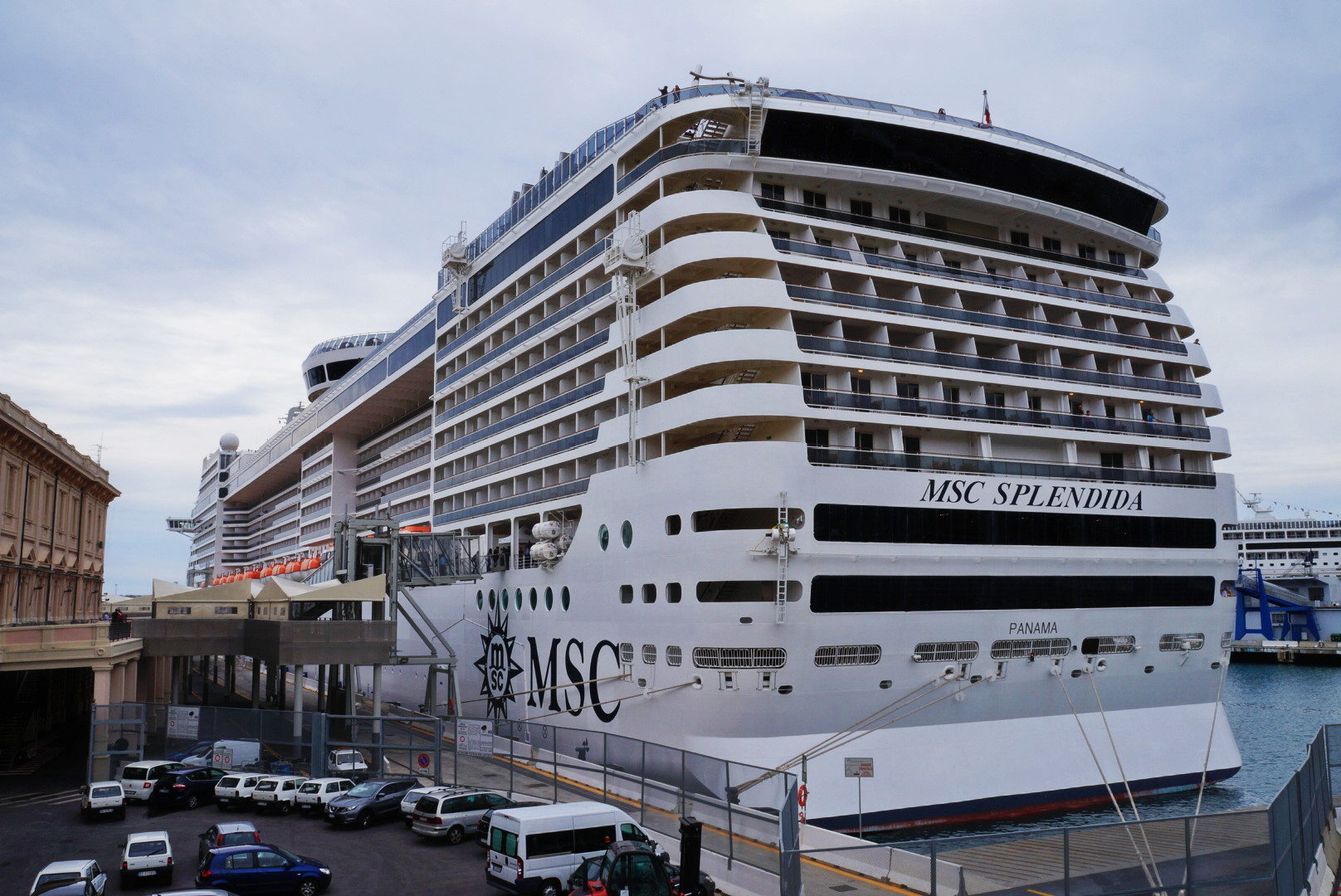
Cruiseschip MSC Splendida

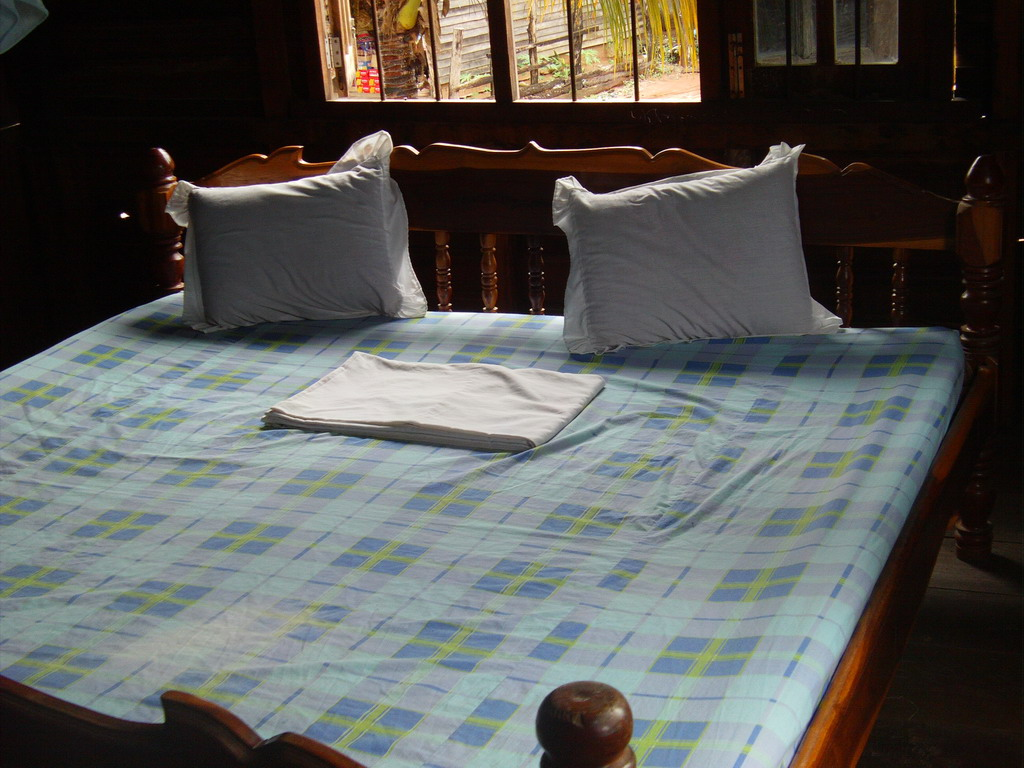
Homestay (soort Bed & Breakfast) in Banteay Chhmar(Cambodja)

Sommige vakantiegangers kiezen voor vrij of wildkamperen. De meesten kiezen voor officiële verblijfsaccommodaties. Ongeveer 4 van de 10 Nederlanders geven anno 2016 voor hun overnachting de voorkeur aan een hotel, pension of bed & breakfast. Dan volgen caravan/camper, zomerhuis/bungalow en appartement met elk tussen de 10-20% van de vakantiegangers.
De belangrijkste accommodatievormen zijn:
- hotels, in alle mogelijke vormen, van oudsher plaatsen voor overnachtingen van vakantiegangers;
- kampeerterreinen, in sommige delen van de wereld een belangrijk alternatief, zeker aangezien ze steeds vaker luxe tenten, caravans, trekkershutten of bungalows verhuren;
- vakantieappartementen, appartementen die uitsluitend aan toeristen verhuurd worden;
- bungalowparken, terreinen met vakantiebungalows, vaak met allerlei vakantievoorzieningen en activiteiten, zoals een zwemparadijs;
- logies en ontbijt (Bed & Breakfast), een soort kleine hotels, zonder warme maaltijd en vaak een persoonlijke bediening; Guest houses hebben veel weg van Logies en ontbijt.; Pensions bieden vaak meer service, zoals extra maaltijden;
- jeugdherbergen of hostels, aanvankelijk vooral voor jongeren bedoeld, maar inmiddels ook opengesteld voor gezinnen of oudere individuele reizigers: een soort eenvoudige hotels waarbij de toerist minder privacy heeft: veel voorzieningen waaronder vaak ook de slaapkamers en/of het sanitair worden gedeeld;
- camperplaatsen, plekken om een camper te parkeren met minimale voorzieningen; anders dan bij 'wild camperen' is er iets meer veiligheid door sociale controle en is het verblijf toegestaan; voor tenten zijn in België en Nederland vergelijkbare plekken met eveneens weinig voorzieningen: bivakzones of paalkampeerterreinen;
- privéhuizen, al dan niet via woningruil: de eigen woning wordt tijdelijk beschikbaar gesteld aan toeristen; een commerciële georganiseerde variant is Airbnb;
- speciale groepsaccommodaties voor bijvoorbeeld scholen, verenigingen, zoals kampeerboerderijen of andere grote vakantiewoningen.
- schepen, zoals jachten, die in eigendom zijn of gehuurd worden. Een luxe en grootschalige variant zijn de cruiseschepen

## Vervoer
Veel vakantiegangers kiezen voor auto of vliegtuig als vervoersmiddel. Ruim 9 op de 10 Nederlanders reisde in 2016 voor de zomervakantie met de auto of het vliegtuig naar de bestemming in het buitenland. Ongeveer de helft neemt de auto, de andere helft het vliegtuig. Een veel kleiner deel neemt de trein, fiets, motor of boot of loopt. Sommigen liften.

## Activiteiten
Naast de traditionele op strand, natuur of cultuur gerichte vakanties zijn er allerlei andere typen vakanties ontstaan, vaak op lichamelijke activiteiten of ontplooiing gericht, de zogenaamde actieve vakantie.

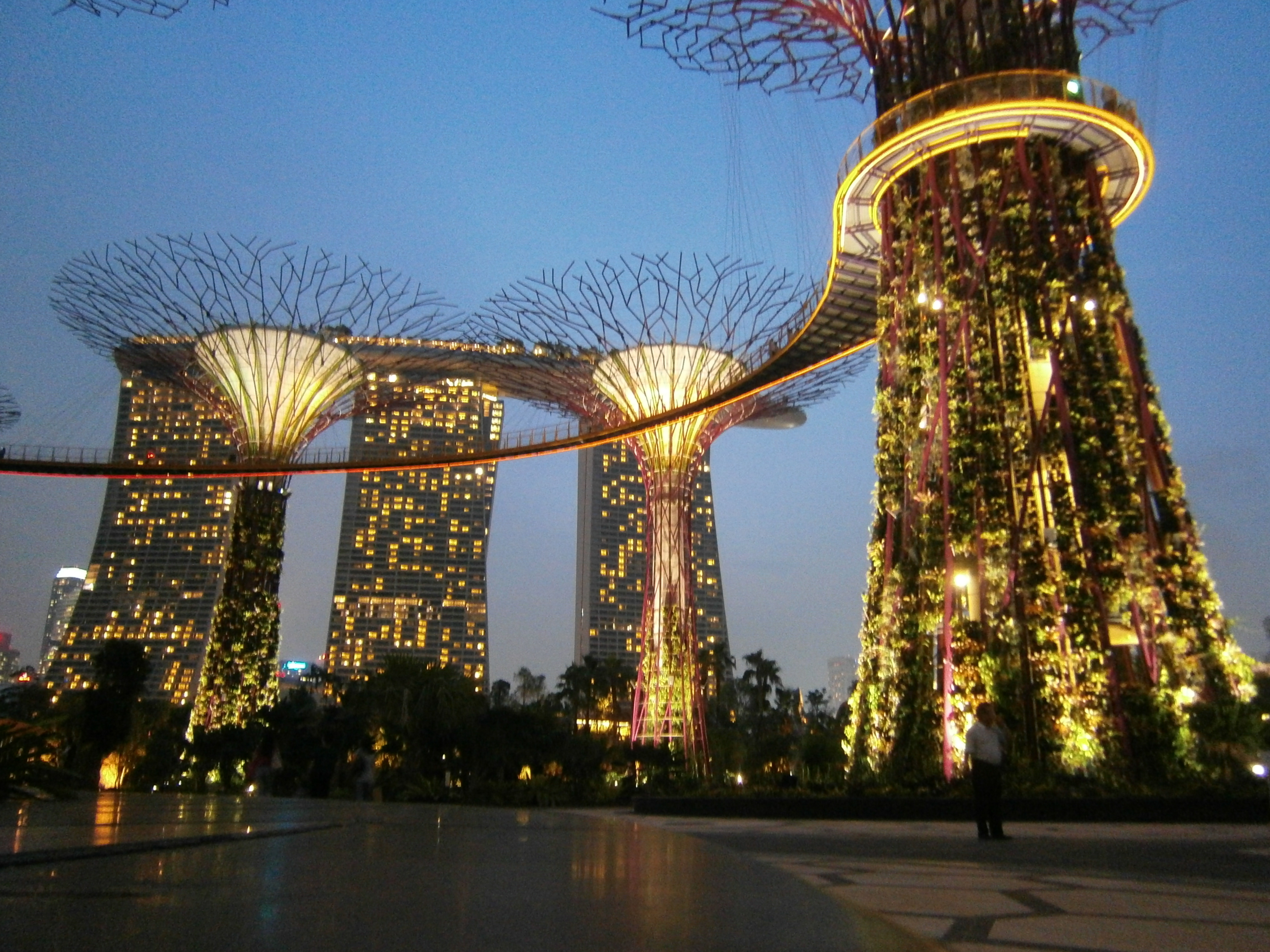
Het luxe resort Marina Bay Sands (Singapore)

Zo zijn er de zogenaamde stedentrips, korte vakanties in steden met een rijke geschiedenis, een grote culturele rijkdom (met musea, theaters en concertzalen) of een bijzonder winkelaanbod. Voorbeelden van populaire bestemmingen zijn Barcelona, Berlijn, Parijs, Londen, Rome en New York. Daarnaast biedt men creatieve vakanties aan, waar vakantiegangers bijvoorbeeld schilderen, musiceren of dansen onder professionele begeleiding. In taalvakanties bestaat de dagbesteding vrijwel geheel uit het leren van een vreemde taal. Sportieve vakanties zijn er in veel soorten, zoals zeil-, fiets-, bergklim, golf, surf-, snorkel-, ski-, en wandelvakanties. Een speciaal type vakantie is de werkvakantie, waarin vakantiegangers werken als vrijwilliger (soms betaald) in bouw- of scholingsprojecten in minder ontwikkelde landen, zoals Thailand, Peru, Bolivia of Kenia. Waarschijnlijk goede bedoelingen van vrijwilligers kunnen overigens een averechts effect hebben. Sommige vakantiegangers zien het reizen zelf als een prettige activiteit en reizen lange afstanden, zoals bijvoorbeeld het rugzaktoerisme in Australië.
Een aparte categorie vormen de single-reizen en adult-only-reizen. Onder meer Thailand wordt geassocieerd met sekstoerisme. Tijdens de coronapandemie die vanaf 2020 de wereld in haar greep kreeg, stortte de internationale seksindustrie tijdelijk in. In Thailand trokken in deze periode naar schatting 1,6 miljoen inwoners uit steden zoals Bangkok weg om op het platteland te overleven. In november 2021 gingen de grenzen van Thailand weer open voor toeristen.

## Verschillende soorten reizen
Toeristen kunnen uit verschillende soorten reizen kiezen, zoals:

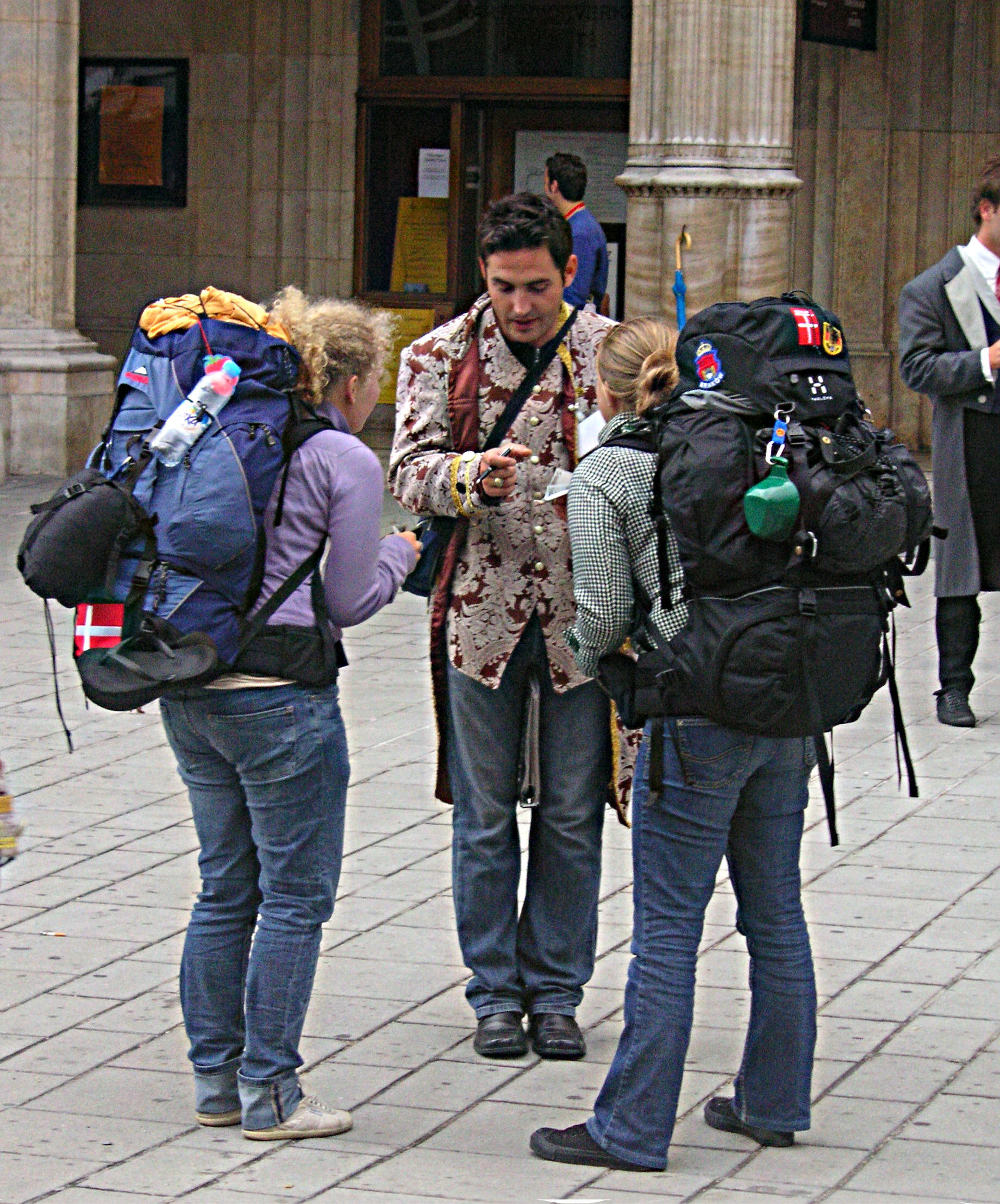
Backpackers

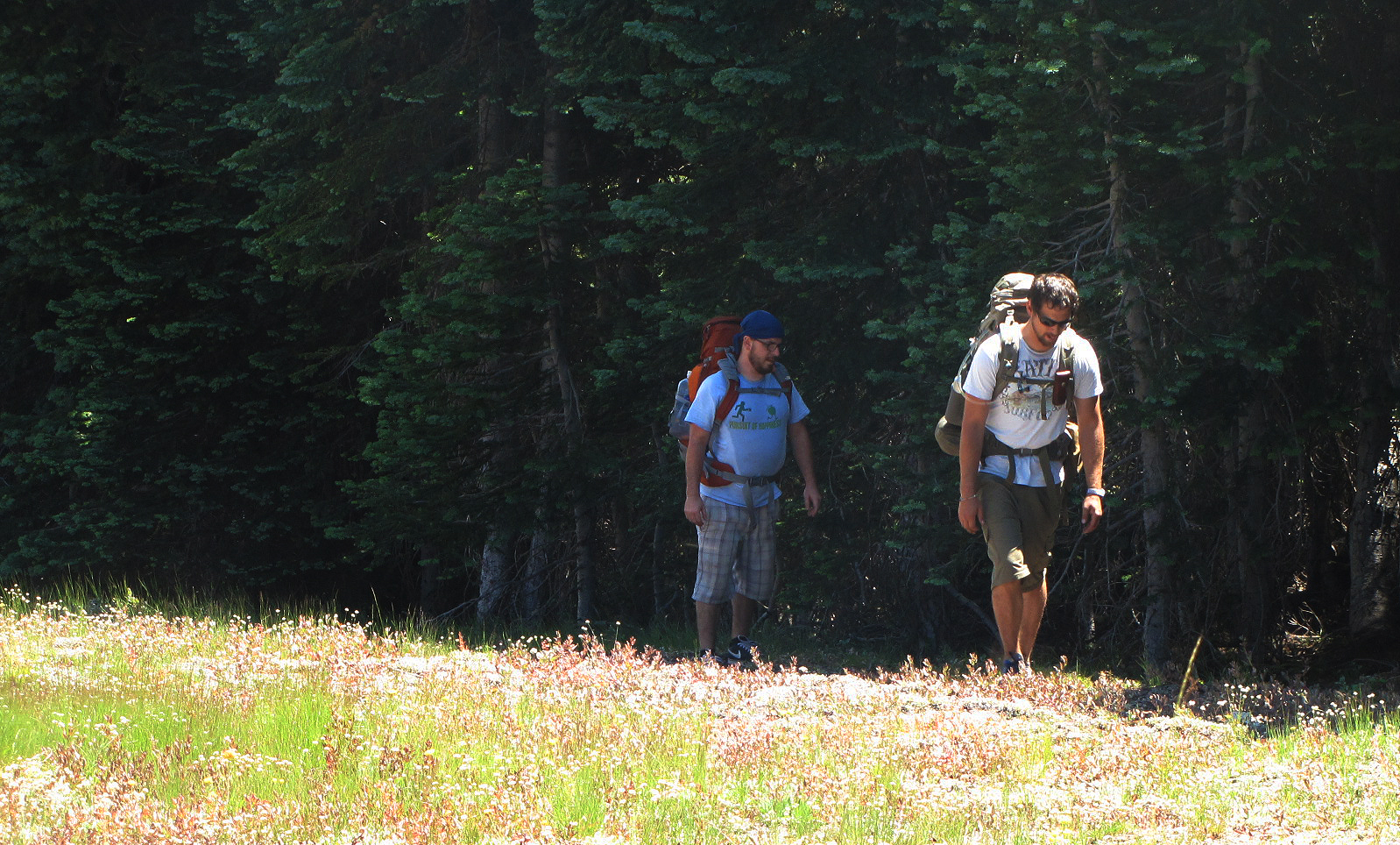
Wandeltoerisme in de natuur

- stedentrips
- adult only
- huwelijksreizen
- cruises
- workation
- klimvakantie
- surfvakantie
- talenreizen

## Effecten op omgeving

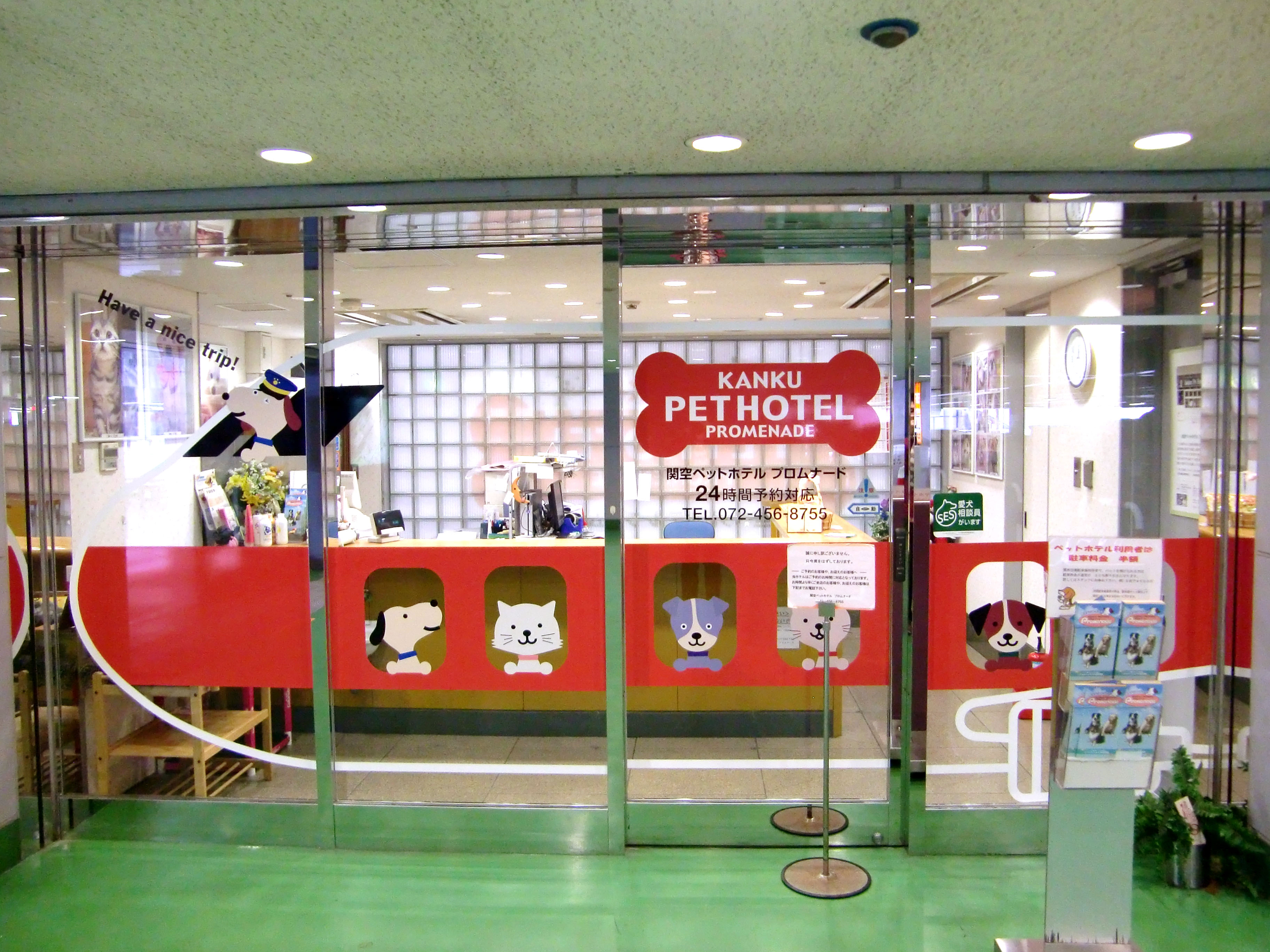
Kanku Pet Hotel in Izumisano-City (Osaka

De effecten van het massatoerisme dat met vakantie gepaard gaat zijn enorm. Aangezien vakantie ontspanning en vrijheid betekent is er niet altijd oog voor de effecten op de omgeving, culturen, natuur en milieu en steden. Er bestaan al decennia zorgen over de aantasting van ongerepte kusten en ontwrichting van lokale culturen door de aard en omvang van het toerisme. Ook de kwaliteit van natuurgebieden en historische binnensteden staat onder druk waarvan overmatige verpretting en uitbundige (openbare) dronkenschap van jonge vakantiegangers met rolkoffertjes maar enkele symptomen zijn. Anderzijds is het verschijnsel vakantie voor veel landen, streken, steden en dorpen economisch gezien van groot belang. Deze economieën zullen zich af gaan stemmen op (veronderstelde) behoeftes van toeristen.
Enkele specifieke effecten die zich voordoen zijn:
- In dunbevolkte gebieden met kleine dorpen in ontwikkelingslanden en ontwikkelde landen staan het traditionele leven en de cultuur onder druk. In bepaalde landen gaat sekstoerisme, vakanties om ongestoord van seks te kunnen genieten, zoals is Thailand, gepaard met misbruik en uitbuiting.
- In populaire steden dreigt overbevolking van toeristen en ongebreidelde groei van ongewenste activiteiten. In Amsterdam gaat het bijvoorbeeld om het red light district, de coffeeshops en andere drugs. Dit leidt tot prostitués, ongewenst vrouwonvriendelijk en criminaliteit. Ook ondergaan winkelstraten een metamorfose, zoals in Amsterdam de Leidsestraat, het Damrak en het Rokin, waar vele souvenirwinkels, fastfoodketens, wisselkantoren en reisbureaus zijn gevestigd. Steden als Barcelona, Brugge en Florence ondergingen een vergelijkbaar lot. Het Italiaanse Venetië is een extreem voorbeeld van een stad die door het toerisme lijkt te zijn overgenomen.
- In veel landen leidt toerisme tot aantasting van bossen of natuurgebieden. Landschappen van wintersport-/skigebieden bijvoorbeeld zijn sinds de jaren 80 van de 20e eeuw drastisch veranderd ten behoeve van het comfort van alle skiërs.[28][29]
- Er is soms overbelasting van wegen en andere infrastructuur die met vakanties samenhangen. Dit geldt bijvoorbeeld voor luchthavens tijdens schoolvakantieperiodes. In mei 2017 leidde dit bijvoorbeeld tot grote chaos op luchthaven Schiphol.[30] Ook is er geregeld overbelasting van autowegen in vakantieperiodes. Anno 2017 waren er diverse Zwarte zaterdagen, een in Frankrijk ontstaan begrip dat ook wordt gebruikt voor zaterdagen met veel vakantiefiles op (snel)wegen in Duitsland, Oostenrijk en Zwitserland. Dezelfde overbelasting geldt voor verzorgingsplaatsen, tolstations en grenscontroles.
- Vakanties leggen een groot beslag op de ruimte door accommodaties en infrastructuur. Er is bijvoorbeeld een aanhoudende uitbreiding van weginfrastructuur. Geregeld zijn er protesten tegen meer wegen en tunnels in de Alpen.[31] Anderzijds worden met het aanleggen van nieuwe infrastructuur ook innovaties gerealiseerd.[32][33][34][35][36]
- De toename van (auto- en vlieg)verkeer is zeer schadelijk voor het milieu, door uitstoot van fijnstof en CO2. Dit geldt ook voor cruiseschepen en, zij het in mindere mate, voor bus en trein.[37][38][39]

## Effecten op economie
De uitgaven voor vakantie zijn niet precies bekend. Wel is bekend dat wereldwijd meer dan 1000 miljard aan toerisme wordt ontvangen. Toerisme maakt wereldwijd ongeveer zeven procent uit van de totale exportwaarde en is daarmee na brandstof (gas en olie) en chemische producten het belangrijkste exportproduct, belangrijker dan voedsel.
Voor Nederland is uitgezocht dat de toeristische bestedingen 75 miljard euro bedragen (CBS, 2017). De bijdrage aan het bnp is ongeveer 4%. Nederlanders besteden 45 miljard euro in eigen land aan vakanties en andere uitjes of recreatie. Het totaal aantal banen in deze sector is ongeveer 550.000. Nederlanders geven ongeveer 17 miljard uit in het buitenland, terwijl buitenlanders 12 miljard euro uitgeven aan vakantie of vergelijkbare bezoeken in Nederland. In Vlaanderen is de bijdrage aan het bnp van vergelijkbare orde. Het aantal banen in de sector is in dit gewest ongeveer 235.000. In andere landen is de toeristische sector belangrijker voor het bnp, bijvoorbeeld in Spanje met een aandeel van 10% en Griekenland met 15%.

## Vakantie en taal
Volgens etymologische woordenboeken gaat het begrip vakantie terug tot het eind van de middeleeuwen. Het woord werd gebruikt om aan te geven dat er op dat moment geen rechtspleging plaatsvond, Het is afgeleid van het latijnse vacantia ('vrijstelling' en 'niet werkzaam zijn') en vacare (vrij zijn), verwant met het woord vacant. In de zestiende eeuw is het woord verbonden met 'schoolvrije perioden’. Op enig moment kwamen de begrippen op vakantie gaan en met vakantie gaan op. Sommigen zien een klein verschil in betekenis. op vakantie zou aanduiden dat iemand naar een vakantiebestemming vertrekt. met vakantie kan, zo opgevat, ook betekenen dat iemand thuis vakantie viert. Vroeger vond men de uitdrukking op vakantie onjuist, omdat die een contaminatie zou zijn van op reis en met vakantie.